# توازن الانحلالية

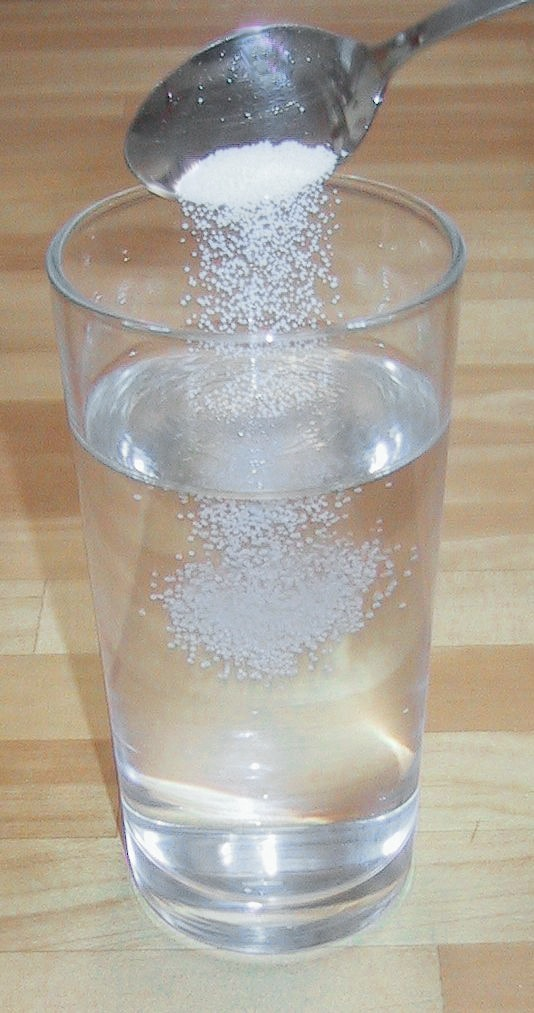

توازن الانحلالية هو نوع من التوازن الديناميكي يوجد عندما يكون مركب كيميائي في الحالة الصلبة في حالة التوازن الكيميائي مع محلول من هذا المركب. قد ينحل المركب الصلب دون تغيير، مع تفكك أو مع تفاعل كيميائي مع مكون آخر للمذيب، مثل الأحماض أو القلويات. ويتميز كل نوع من التوازن بثابتة توازن معتمدة على الحرارة. توازنات الذوبان هامة في مجال المستحضرات الصيدلانية، والبيئية وسيناريوهات أخرى كثيرة.

## تعريفات
يوجد توازن الذوبان عندما يكون المركب الكيميائي في الحالة الصلبة في حالة توازن كيميائي مع محلول ذلك المركب. التوازن هو مثال على التوازن الديناميكي في أن بعض الجزيئات الفردية تهاجر بين المراحل الصلبة والحل بحيث تكون معدلات الذوبان والترسيب متساوية مع بعضها البعض. عندما يتم تأسيس التوازن، يقال أن الحل مشبع. يعرف تركيز المذاب في محلول مشبع بالذوبان. يمكن أن تكون وحدات الذوبانية مولارية أو يعبر عنها بالكتلة لكل وحدة حجم. القابلية للذوبان تعتمد على درجة الحرارة. ويقال إن محلول يحتوي على تركيز عال من المذاب أكثر من الذوبانية هو مفرط التشبع. قد يتم تحفيز محلول مفرط التشبع ليأتي إلى التوازن بإضافة «بذرة» والتي قد تكون بلورة صغيرة من المذاب، أو جسيم صلبة صغير، يبدأ الترسيب.
هناك ثلاثة أنواع رئيسية من توازن الذوبان.
1. حل بسيط.
2. حل مع الانفصال. هذه سمة من سمات الأملاح. يُعرف ثابت التوازن في هذه الحالة كمنتج قابلية ذوبان.
3. حل مع رد فعل. هذا هو سمة من سمات تفكك القواعد ضعيفة في وسائل الإعلام المائية من درجة الحموضة المتغيرة.

في كل حالة، يمكن تحديد ثابت توازن كحاصل من الأنشطة. ثابت التوازن هذا بلا أبعاد لأن النشاط هو كمية بلا أبعاد. ومع ذلك، فإن استخدام الأنشطة غير مريح للغاية، لذلك عادة ما يكون ثابت التوازن مقسومًا على نسبة معاملات النشاط، ليصبح حاصل تركيز علاوة على ذلك، عادة ما يتم أخذ تركيز المذيب ليكون ثابتًا وكذلك يتم تضمينه أيضًا في ثابت التوازن. ولهذه الأسباب، يكون ثابت التوازن القابل للذوبان له أبعاد تتعلق بالجدول الذي يتم قياس التركيزات فيه. ثوابت قابلية الذوبان المحددة من حيث التركيزات لا تعتمد فقط على درجة الحرارة، ولكنها قد تعتمد أيضًا على تركيبة المذيب عندما يحتوي المذيب أيضًا على أنواع أخرى غير تلك المشتقة من المذاب.

## تأثير المرحلة
يتم تعريف التوازنات لمراحل بلور محددة. لذلك، من المتوقع أن يكون منتج الذوبان مختلفًا حسب مرحلة المادة الصلبة. على سبيل المثال، سيكون للأراجونيت والكالسيت منتجات مختلفة للذوبان على الرغم من أن لهما نفس الهوية الكيميائية (كربونات الكالسيوم). تحت أي ظرف من الظروف، ستكون إحدى الطوران أكثر استقرارًا من الناحية الأخرى. لذلك، سوف تتكون هذه المرحلة عندما يتم تأسيس التوازن الحراري الديناميكي. ومع ذلك، فإن العوامل الحركية قد تفضل تشكيل رواسب غير مواتية (على سبيل المثال أراغونيت)، والتي يقال بعد ذلك أنها في حالة متبدلة الاستقرار.

## تأثير حجم الجسيمات
يتم تعريف ثابت الذوبان الديناميكي الحراري للبلورات أحادية كبيرة. سوف تزداد قابلية الذوبان مع انخفاض حجم الجسيمات المذابة (أو القطرة) بسبب الطاقة السطحية الإضافية. يكون هذا التأثير صغيراً عموماً إلا إذا أصبحت الجسيمات صغيرة جداً، وعادة ما تكون أصغر من 1 ميكرومتر. يمكن قياس تأثير حجم الجسيم على ثابت الذوبان.